# Shuttle Loop
Shuttle Loop ist die Bezeichnung eines Stahlachterbahnmodells vom Typ Shuttle Coaster des Herstellers Schwarzkopf GmbH.
Der Zug wird aus der Station heraus auf einer 54 m langen Abschussrampe auf 86 km/h beschleunigt, worauf ein Looping folgt. Nach dem Looping fährt der Zug einen 42 m hohen, 70° steilen Turm hinauf. Danach fährt der Zug diesen wieder rückwärts hinab, durch den Looping und die Station hindurch auf einen zweiten 32 m hohen Turm, der sich hinter der Station befindet. Schließlich wird er in der Station wieder abgebremst.
Die Züge des Shuttle Loops besitzen sieben Wagen mit Platz für vier Personen (zwei Reihen à zwei Personen). Als Rückhaltesystem kommen Schoßbügel zum Einsatz.
Die erste Anlage wurde 1977 im Kings Dominion in Richmond, USA unter dem Namen „King Kobra“ eröffnet. Insgesamt wurden zwölf stationäre Bahnen ausgeliefert, davon wurden neun Auslieferungen versetzt. Zurzeit gibt es weltweit noch fünf in Betrieb befindliche Achterbahnen dieses Modells.

## Geschichte der Antriebssysteme
Ursprünglich sollte der Zug mittels Linearmotoren (LIM) beschleunigt werden. Da 1976 Linearmotoren noch teure Einzelanfertigungen waren, entschieden Werner Stengel und Anton Schwarzkopf sich dafür, den Zug mittels eines Schwungrades zu beschleunigen. Allerdings fand sich kein Hersteller, der auf die nötige Kupplung eine Garantie von mindestens einem Jahr gab. Stengel und Schwarzkopf entwarfen somit den Antrieb mittels Fallgewicht. Dieses Gewicht besitzt eine Masse von 42 Tonnen und fällt aus einer Höhe von 23 m herab. Später wurden schließlich auch Anlagen mit Schwungrad ausgeliefert. Die Schwungscheibe besitzt eine Masse von 7,6 Tonnen und wird mittels eines kleinen 186 kW-Motors auf 1044 Umdrehungen pro Minute gebracht. In der Station dockt ein kleiner Schlitten von hinten an den Zug an. Durch das Fallgewicht oder die Schwungscheibe schiebt der Schlitten den Zug auf der Beschleunigungsrampe entlang. Bei der Anlage Psyké Underground in Walibi Belgium kam ursprünglich ein Schwungrad zum Einsatz. Zwischen dem Ende der Saison 2008 und der Neueröffnung der Bahn im Sommer 2013 wurde der Antrieb der Bahn von Gerstlauer Amusement Rides umgebaut und mit einem LIM-Antrieb versehen.
Es wurden acht Bahnen mit Schwungradantrieb und vier mit Kontergewicht gebaut.

## Liste von Achterbahnen vom TypShuttle Loop

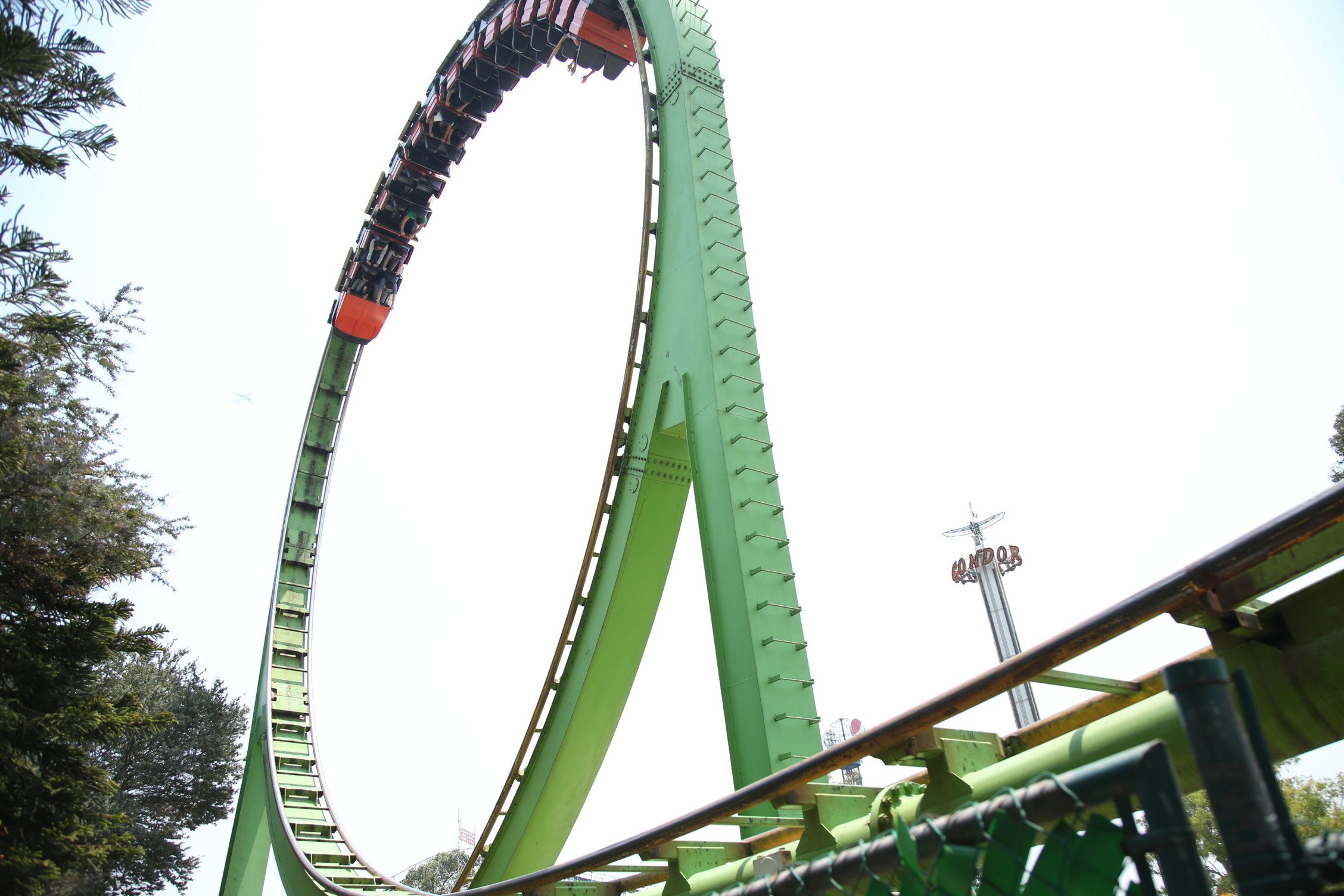
Cascable in La Feria Chapultepec Magico

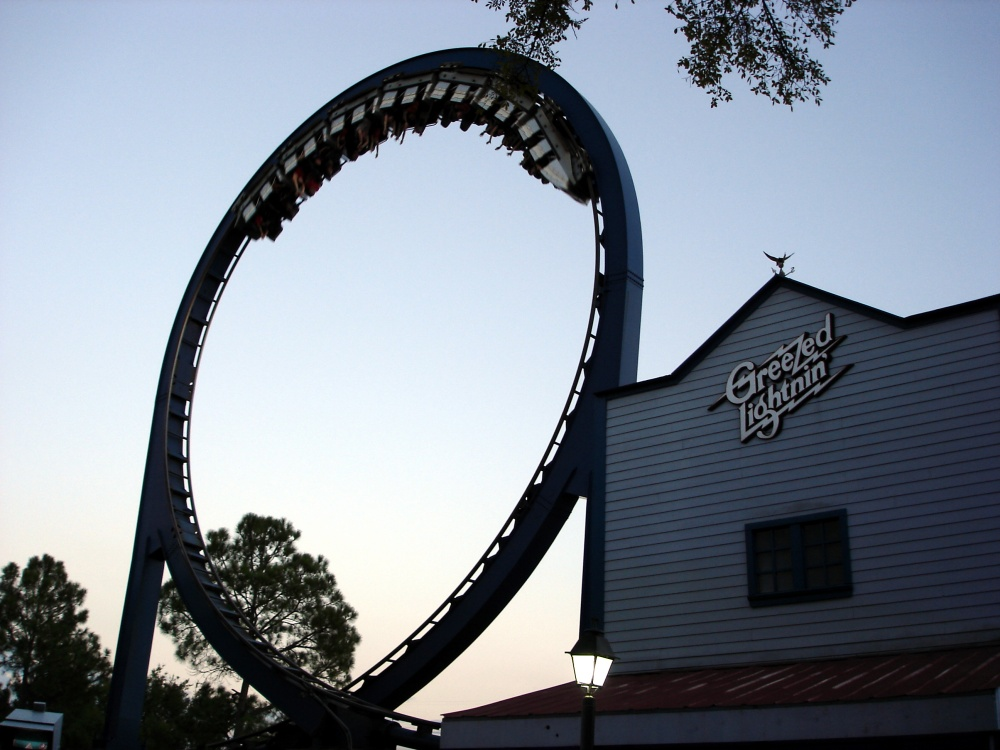
Greased Lightnin’ in Six Flags AstroWorld

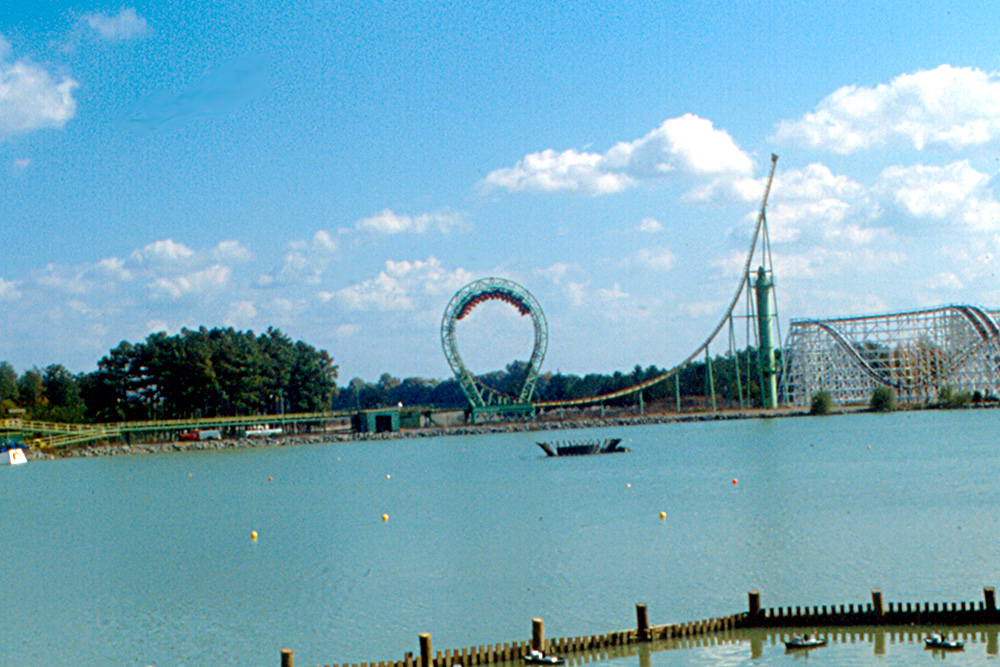
King Kobra in Kings Dominion

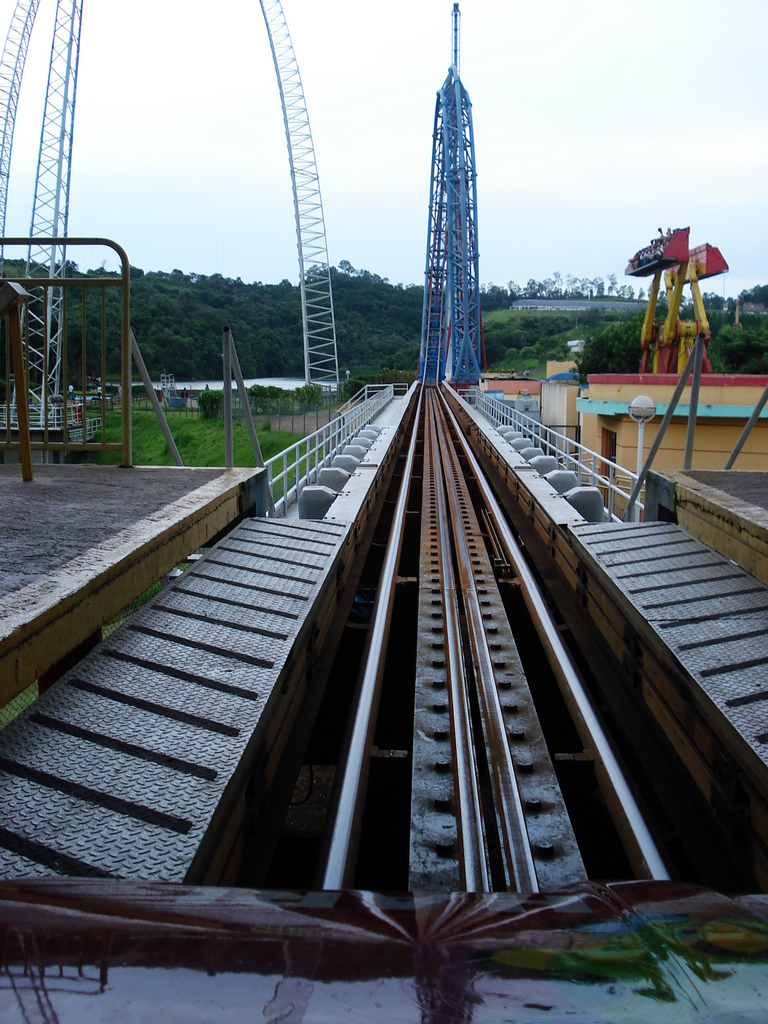
Katapul in Hopi Hari

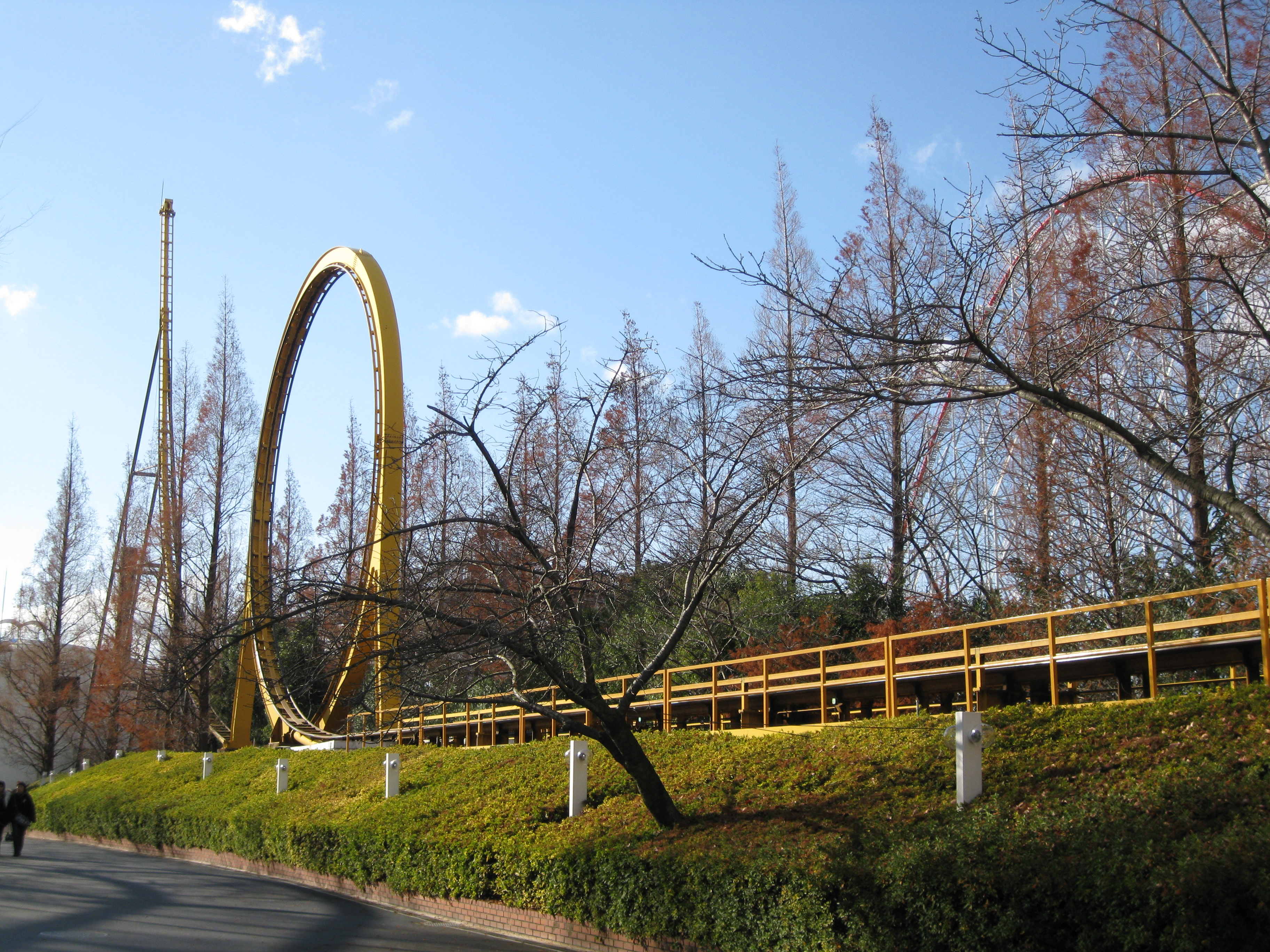
Shuttle Loop in Nagashima Spa Land

Anlagen die versetzt wurden, werden mit dem Namen am jeweiligen Standort, teilweise mehrfach aufgelistet.
| Achterbahn                               | Betreiber                                                                   | Land                                                | Eröffnung                       | Schließung                   | Antriebssystem                     |
| ---------------------------------------- | --------------------------------------------------------------------------- | --------------------------------------------------- | ------------------------------- | ---------------------------- | ---------------------------------- |
| Golden Loop White Lightnin'              | Gold Reef City Carowinds                                                    | Südafrika Vereinigte Staaten                        | 1989 oder später 14. Mai 1977   | 16. Oktober 1988             | Fallgewicht                        |
| Greased Lightnin’ Greezed Lightnin'      | Six Flags Discovery Kingdom Paramount’s Great America                       | Vereinigte Staaten                                  | nie eröffnet 8. Juli 1977       | 2002                         | Fallgewicht                        |
| Greased Lightnin’ Viper Tidal Wave       | Kentucky Kingdom Six Flags Over Georgia Six Flags Great America             | Vereinigte Staaten                                  | 25. April 2003 1995 1978        | 2009 16. September 2001 1991 | Fallgewicht                        |
| Katapul Thunderlooper King Kobra         | Hopi Hari Alton Towers Jolly Roger Amusement Park Kings Dominion            | Brasilien Vereinigtes Königreich Vereinigte Staaten | 1999 1990 1987 1977             | 1996 1989 1986               | Fallgewicht                        |
| Montezooma’s Revenge                     | Knott’s Berry Farm                                                          | Vereinigte Staaten                                  | 21. Mai 1978                    | 7. Februar 2022              | Schwungrad                         |
| Psyké Underground                        | Walibi Belgium                                                              | Belgien                                             | 1982, Neueröffnung 2013         | 2008                         | Schwungrad, 2013 umgerüstet zu LIM |
| Shuttle Loop                             | Nagashima Spa Land                                                          | Japan                                               | 1980                            |                              | Schwungrad                         |
| Shuttle Loop                             | Oyama Yuenchi                                                               | Japan                                               | 1990 oder früher                | Februar 2005                 | Schwungrad                         |
| Shuttle Loop                             | Toshimaen                                                                   | Japan                                               | 2. Mai 1980                     | 2008                         | Schwungrad                         |
| Shuttle Loop                             | Yokohama Dreamland                                                          | Japan                                               | 1979                            | 17. Februar 2002             | Schwungrad                         |
| unbekannter Name Greezed Lightnin’       | Joyland Amusement Park Six Flags AstroWorld                                 | Vereinigte Staaten                                  | nie eröffnet 1978               | 30. Oktober 2005             | Schwungrad                         |
| unbekannter Name Cascable 2.0 Laser Loop | Niagara Amusement Park & Splash World La Feria Chapultepec Magico Kennywood | Vereinigte Staaten Mexiko Vereinigte Staaten        | seit 2022 eingelagert 1994 1980 | 2019 1990                    | Schwungrad                         |

## Transportabler Shuttle Loop
Vom Shuttle Loop existiert eine weitere Variante, die im Gegensatz zu den anderen Shuttle-Loop-Auslieferungen, transportabel ist. Von dieser Variante gibt es nur eine einzige Auslieferung, die heute als Bullet im mexikanischen Selva Mágica fährt. Der Zug wird bei dieser Anlage aber weder mittels Schwungrad, noch durch ein Fallgewicht beschleunigt. Der Zug wird zunächst mittels Reibrädern rückwärts aus der Station heraus einen Turm hinauf gezogen. Danach geht es wieder vorwärts diesen Turm hinab, wobei der Zug durch die Reibräder weiter beschleunigt wird.